# Mhluzi
Mhluzi este un oraș din provincia Mpumalanga, Africa de Sud.